# Лофискос (дем Лъгадина)
Вижте пояснителната страница за други значения на Лофискос.
Лофискос или Кара Омерли (на гръцки: Λοφίσκος, катаревуса Κρυονέριον, Крионерион, до 1927 Καρά Ομερλή, Кара Омерли) е село в Гърция, дем Лъгадина, област Централна Македония с 399 жители (2001). В църковно отношение е част от Лъгадинската, Литийска и Рендинска епархия.

## География
Селото е разположено в южните поли на Богданската планина (Сухо планина, на гръцки Вертискос), югозападно от Сухо (Сохос).

## История

### В Османската империя
През XIX век Кара Омерли е турско село, числящо се към Лъгадинската каза на Османската империя. Към 1900 година според статистиката на Васил Кънчов („Македония. Етнография и статистика“) в Кара Марли живеят 500 души турци.

### В Гърция
След Междусъюзническата война Кара Омерли попада в Гърция. През 20-те години мюсюлманското му население се изселва и в селото са настанени гърци бежанци. В 1927 година е прекръстено на Лофискос. Според преброяването от 1928 година Лофискос е чисто бежанско село със 70 бежански семейства и 254 души.